# 滨河圣尼古拉斯

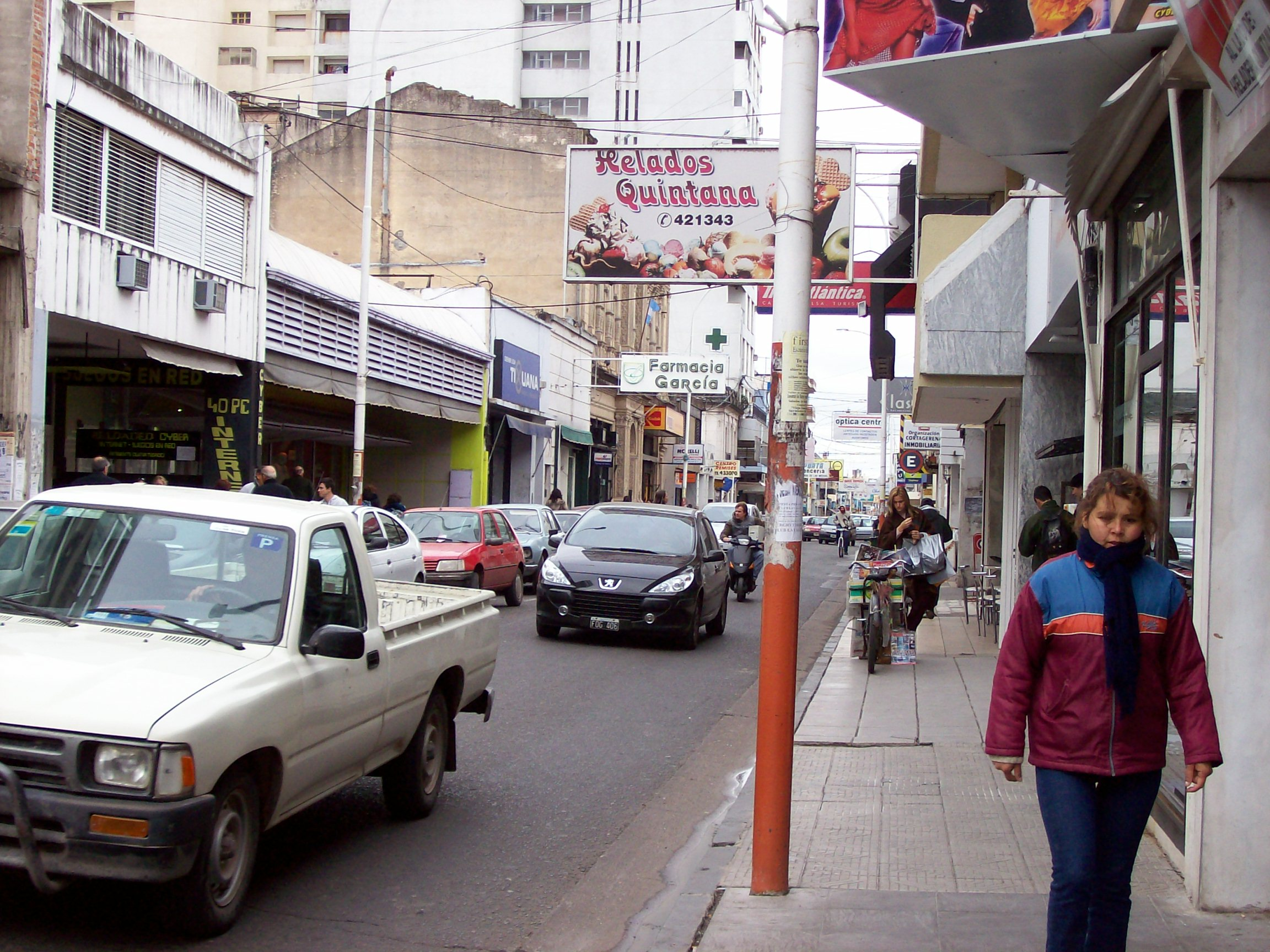
圣尼古拉斯的街道

33°20′S 60°12′W / 33.333°S 60.200°W
滨河圣尼古拉斯（西班牙語：San Nicolás de los Arroyos）是阿根廷布宜诺斯艾利斯省巴拉那河畔的一座城市，人口137,867（2001年）。該市成立於1748年4月14日，名稱來自於圣尼古拉。